# 愛德華·艾倫
愛德華·「尼德」·艾倫（英語：Edward "Ned" Alleyn，/ˈælɪn/，1566年9月1日—1626年11月21日），英格蘭男演員，知名於达利奇伊麗莎白劇院的上帝禮物學院的創始人。

## 死亡
艾倫於1626年11月去世，被安葬在他創立的學院的小教堂——上帝禮物基督禮教堂裡。11月3日，艾倫寫下了他的遺囑。他的墓碑將他的死亡日期定為21日。他於11月 25日被埋葬在教堂的地板上，但他的紀念石於1925年從內部移至外部，以防止進一步磨損。他的屍體仍然躺在教堂的地板下。

## 流行文化形象
在1998年電影《莎翁情史》中由班·艾佛列克飾演艾倫。在2017年電視劇《青年莎士比亞》中的艾倫由亨利·劳埃德-休斯扮演。
艾倫也在嘉莉·范恩的奇幻小說《凱蒂出風頭》（Kitty Steals the Show）中作為吸血鬼大師出現。

## 延伸閱讀
- S. P. Cerasano, Edward Alleyn's 'Retirement' 1597–1600, Medieval and Renaissance Drama in England, 10 (1998), pp. 98–112.
- S. P. Cerasano, Edward Alleyn, the new model actor, and the rise of the celebrity in the 1590s, Medieval and Renaissance Drama in England (2005), pp. 47–58.
- David Mateer, Edward Alleyn, Richard Perkins and the Rivalry Between the Swan and the Rose Playhouses, The Review of English Studies 2009 60(243): pp. 61–77.

## 外部連結
- Edward Alleyn information at Luminarium Encyclopedia Project （页面存档备份，存于）
- Henslowe-Alleyn Digitisation Project （页面存档备份，存于）